# Калиновка (Саянский район)
Калиновка — деревня в Саянском районе Красноярского края. Входит в состав Межовского сельсовета.

## История
В 1926 году состояла из 112 хозяйств, основное население — русские. Центр Калиновского сельсовета Агинского района Канского округа Сибирского края.

## Население
| 1926 | 2010 |
| ---- | ---- |
| 649  | ↘72  |